# Синдром Дуэйна
Синдром Дуэйна (англ. Duane Syndrome) — врождённый редкий тип косоглазия, чаще всего характеризуется неспособностью глаза двигаться наружу. Синдром был впервые описан офтальмологами Якобом Штиллингом (1887) и Зигмундом Тюрком (1896), а впоследствии стал носить имя Александра Дуэйна (англ. Alexander Duane), который осветил этот синдром более подробно в 1905 году.
Другие названия для этого условия включают в себя: синдром ретракции Дуэйна, синдром ретракции глазного яблока, синдром ретракции, синдром врождённой ретракции и синдром Штиллинга-Тюрка-Дуэйна.

## Клинические проявления

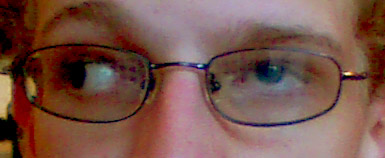
Пациент с синдромом Дуэйна пытается смотреть вдаль вправо. Заметьте, что поражённый левый глаз смотрит прямо и вверх, а не следует за правым глазом вправо.

Характерными особенностями синдрома Дуэйна являются:
- Ограничение абдукции (движение наружу) поражённого глаза.
- Менее выраженное ограничение аддукции (движение внутрь) того же глаза.
- Ретракция глазного яблока в глазницу, с соответствующим сужением глазной щели (закрытие глаза)
- Расширение глазной щели при попытке абдукции. (N.B. Mein и Trimble[4] указывают на то, что «это вероятно, не имеет значения», так как это явление имеет место и в других условиях, в которых абдукция ограничена).
- Плохая конвергенция
- Поворот головы в сторону поражённого глаза, чтобы компенсировать ограничения движения глаз(а) и для поддержания бинокулярности зрения.

Помимо изолированных глазных нарушений, синдром Дуэйна может быть связан с другими проблемами, включая аномалию короткой шеи (синдром Клиппеля — Фейля), синдром Гольденхара , гетерохромию и врождённую глухоту.

## Причины
Синдром Дуэйна является, скорее всего, следствием неправильного подключения глазных мышц, в результате чего некоторые глазные мышцы сокращаются, когда они не должны сокращаться, а другие мышцы не сокращаются, когда они должны сокращаться. Александракис и Сондерс установили, что в большинстве случаев абдукции ядра и нервов отсутствуют или гипоплазированы, а боковая прямая мышца иннервируется ветвью глазодвигательного нерва. Эта точка зрения поддерживается более ранними работами Хотчкисс и др., которые сообщали об аутопсии двух пациентов с синдромом Дуэйна. В обоих случаях отводящий нерв отсутствовал, и боковые прямые мышцы были иннервированы нижней дивизионом третьего или глазодвигательного нерва . Это неправильное подключение нервных волокон приводит к иннервированию противоположных мышц. Таким образом, в связи с попыткой абдукции, стимулирование латеральной прямой мышцы через глазодвигательный нерв будет сопровождаться стимуляцией противоположной медиальной прямой мышцы через тот же нерв; — мышцы, которая работает при аддукции глаза. В результате совместного сокращения мышц происходит ограничение достижимого количество движения а также приводит к ретракции глаза в глазницу. Они также заметили механические факторы и посчитали их вторичными по отношению к потере иннервации: в корректирующей операции волокнистых вложений были обнаружены соединения горизонтальных мышц и орбитальных стенок и фиброз латеральной прямой мышцы был подтверждён с помощью биопсии. Этоn фиброз может привести к жёсткости латеральная прямая мышцы и действию её в качестве троса или поводка. Связка медиальной и латеральной прямых мышц позволяет глазному яблоку скользить вверх или вниз, поскольку жесткая латеральная прямая мышца стреляет в верхнюю и нижнюю точки характеристики состояния.

### Генетика
Ген sal-like 4 (SALL4) причастен в качестве причины этого состояния.

## Эпидемиология
Большинство пациентов диагностируется в возрасте 10 лет и синдром Дуэйна является более распространённым среди девочек (60 процентов случаев), чем у мальчиков (40 процентов случаев). Французское исследование сообщает, что этот синдром составляет 1,9 % населения пациентов с косоглазием, 53,5 % пациентов составляют женщины, является односторонним в 78 % случаев, а левый глаз (71,9 %) страдает чаще, чем правый. Около 10-20 % случаев семейного характера; они чаще двухсторонние, чем при не семейном синдроме Дуэйна. Синдром Дуэйна не имеет определённой расовой склонности.

## Классификация
Синдром Дуэйна имеет три варианта:
- Тип I: Ограничение абдукции с эзотропией или без неё
- Тип II: Ограничение аддукции с экзотропией или без неё
- Тип III: Ограничение как абдукции так и аддукции с любой формой горизонтального косоглазия

Первый тип является более распространённым и составляет 85 % случаев.

## Дифференциальный диагноз
В клинических условиях, основные трудности в дифференциальной диагностике возникают как следствие самого раннего возраста, при котором пациенты с этим условием впервые сталкиваются. Врач должен быть стойкими при рассмотрении абдукции и аддукции и в поисках каких-либо изменений, связанных с глазной щелью или позой головы, при попытке определить действительно ли данный случай детского косоглазия является на самом деле синдромом Дуэйна. Изменения фиссур, а также другие изменения, связанные с характеристиками синдрома Дуэйна, такие как прострелы вверх или вниз, ретракции глазного яблока также имеют важное значение при принятии решения о каком-либо ограничении абдукции, следствием которого является данный случай синдрома Дуэйна, а не следствием паралича VI или отводящего черепных нервов.
Приобретённый синдром Дуэйна является редким событием, происходящим после паралича периферических нервов.

## Лечение
Большинство пациентов остаются с симптом без лечения и в состоянии поддерживать бинокулярность при незначительном повороте лица. Амблиопия редка и, если присутствует, редко сильная. Это можно лечить с помощью окклюзии, и исправлением любых рефракционных проблем.
Синдром Дуэйна не может быть вылечен, так как без «вести пропавшие» черепные нервы не могут быть заменены, и традиционно наивно было ожидать, что операция приведёт к увеличению диапазона движения глаз. Хирургическое вмешательство, таким образом, имеет только рекомендательный характер, когда пациент не способен поддерживать бинокулярность при наличии выявленных симптомов, или, когда приходится принимать косметически неприглядное или дискомфортное положение головы, чтобы поддерживать бинокулярность. Целью операции являются поставить глаз в более центральное положение и, таким образом, на место ближе к центру поля бинокулярности для преодоления или уменьшения необходимости принятия аномального положения головы. Иногда операция не нужна в детстве, но становится необходимостью в дальнейшей жизни, из-за изменений положения головы (по-видимому из-за прогрессирующей мышечной контрактуры).
Хирургические подходы включают в себя:
- Медиальное ослабление прямой мышцы в поражённом глазе или обоих глазах. Ослабляя медиально прямую мышцу, эта процедура улучшает внешний вид глаза, но не улучшает его внешних движений (абдукцию).
- Морад и др. указали на улучшение абдукции после небольшой односторонней медиальной рецессии прямой мышцы и латеральной резекции прямой мышцы в подгруппе пациентов с лёгкой ретракцией глаз и хорошей аддукцией до операции.[12]
- Боковой перенос вертикальных мышц, описанный Розенбаумом, улучшает диапазон движения глаза. Хирургическая процедура возвращает 40-65 градусов бинокулярного поля. Орбитальная фиксация стенки латеральной прямой мышцы (отсоединение мышцы и подключения к боковой стенке глазницы) рекомендуется как эффективный способ инактивации боковой прямой мышцы в тех случаях, когда отмечается аномальная иннервация и тяжёлая форма совместных сокращений.[13]